# 6962 Summerscience
6962 Summerscience eller 1990 OT är en asteroid i huvudbältet som upptäcktes 22 juli 1990 av den amerikanske astronomen Eleanor F. Helin vid Palomar-observatoriet. Den är uppkallad efter Summer Science Program.
Asteroiden har en diameter på ungefär 4 kilometer och den tillhör asteroidgruppen Vesta.